# József Koszta

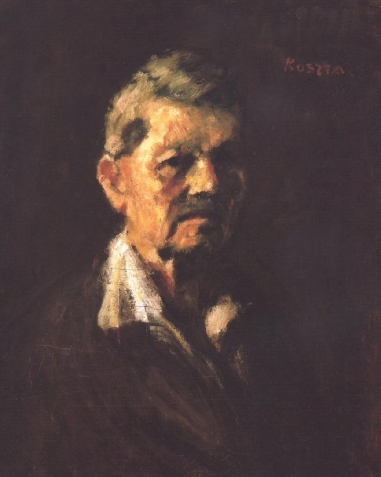
József Koszta, Selbstporträt

József Koszta (* 27. März 1861 in Brassó, Königreich Ungarn; † 29. Juli 1949 in Budapest) war ein ungarischer Maler und bedeutender Vertreter des Realismus. Sein Werk ist geprägt von der Darstellung des bäuerlichen Lebens und der ungarischen Tiefebene.

## Leben
József Koszta wurde 1861 in Brassó geboren. Seine künstlerische Ausbildung begann er 1882 an der Akademie der bildenden Künste in Wien und setzte sie an der Mintarajziskola in Budapest fort, wo er Schüler von Károly Lotz und Bertalan Székely war. 1891 erhielt er ein Stipendium für die Akademie der Bildenden Künste in München, wo er später an der Meisterschule von Gyula Benczúr studierte. Zwischen 1899 und 1902 unternahm er Studienreisen nach Rom, Paris und Nagybánya.
Ab 1911 lebte József Koszta in Szentes, wo er einen Bauernhof erwarb und bis zu seinem Tod 1949 arbeitete. Er war Mitglied der Künstlerkolonie von Szolnok und arbeitete zeitweise mit dem Landschaftsmaler István Nagy zusammen. József Koszta war für seinen zurückgezogenen Lebensstil bekannt und verbrachte den größten Teil seines Lebens in der Abgeschiedenheit seines Hofes.

## Werk

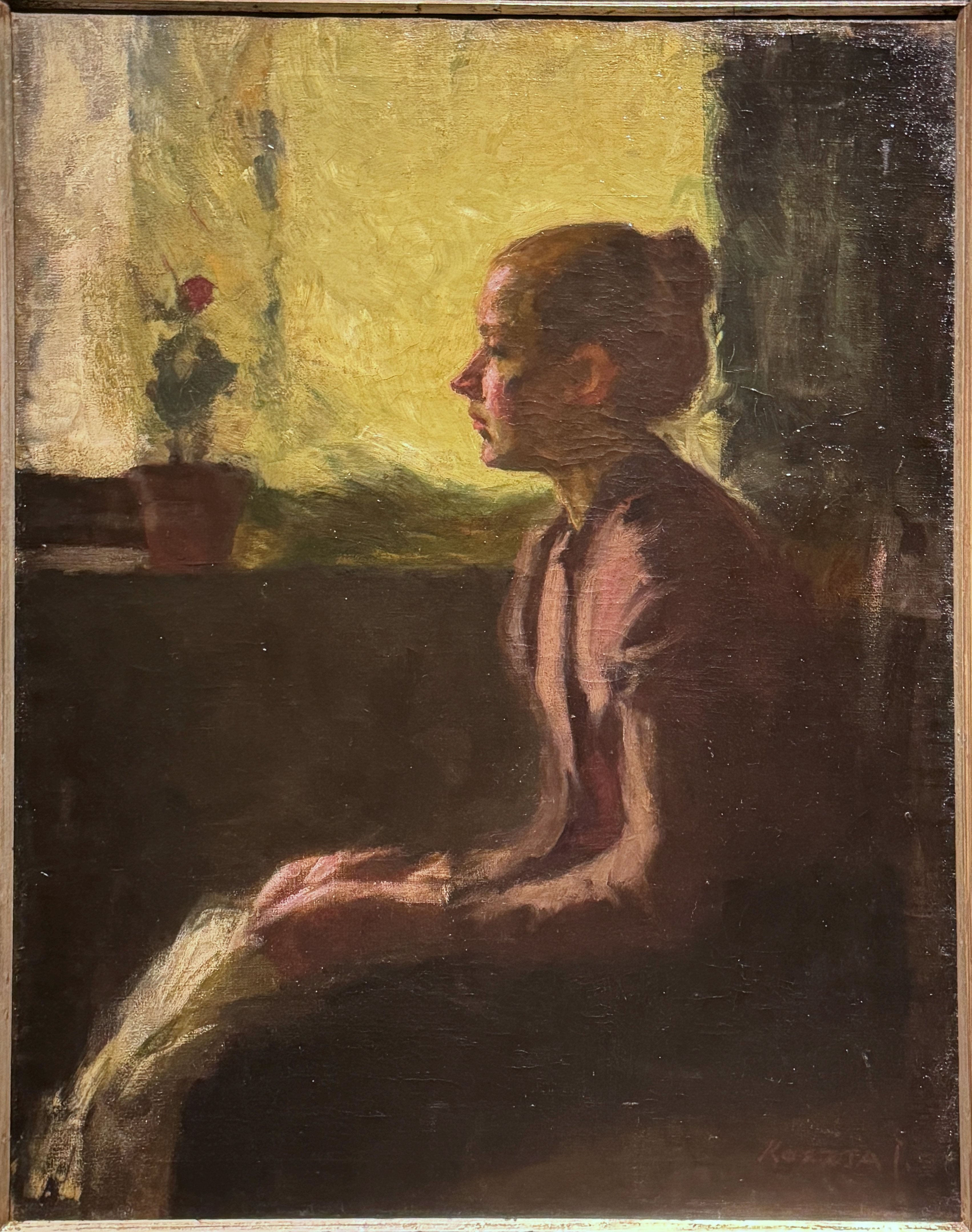
József Koszta: Am Fenster. Ungarische Nationalgalerie, Budapest

József Kosztas künstlerischer Stil entwickelte sich in den 1920er Jahren. Er war ein Vertreter des Realismus und konzentrierte sich auf die Darstellung des bäuerlichen Lebens und der ungarischen Tiefebene. Seine Werke zeichnen sich durch kräftige Farben, dramatische Licht-Schatten-Kontraste und eine ausdrucksstarke realistische Formensprache aus. Besonders bekannt sind seine Bilder Muskátlis kislány (Mädchen mit Geranien), Kukoricatörők (Maispflücker) und Tányértörölgető nő (Frau beim Abtrocknen von Tellern). József Koszta experimentierte mit dunklen Hintergründen, vor denen die hellen Farben besonders hervortreten, um dramatische Effekte zu erzielen. Seine Werke umfassen Porträts, Stillleben und Landschaften, die oft das ländliche Leben und die ungarische Landschaft zum Thema haben.